# 蜡染

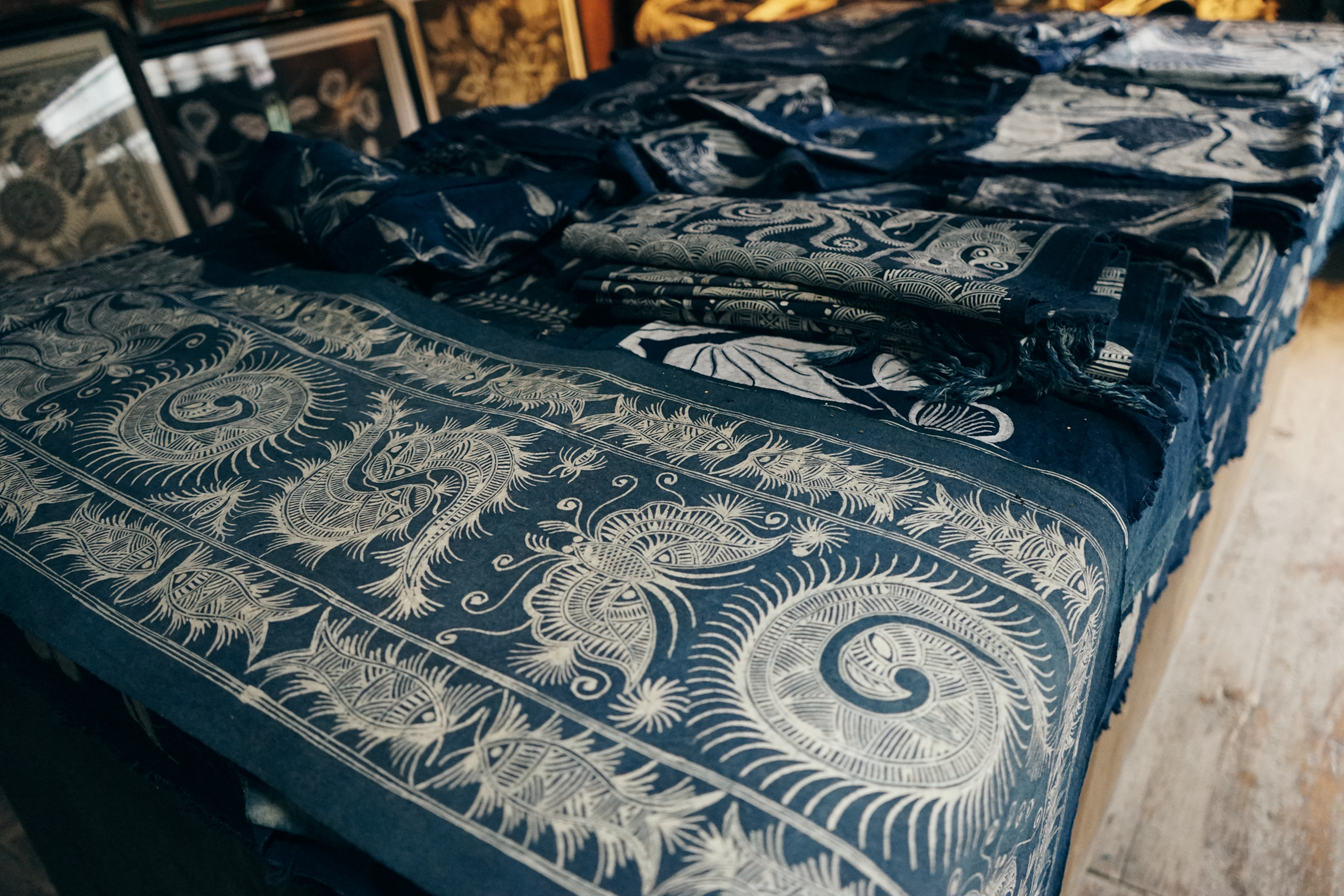
苗族蜡染工艺品

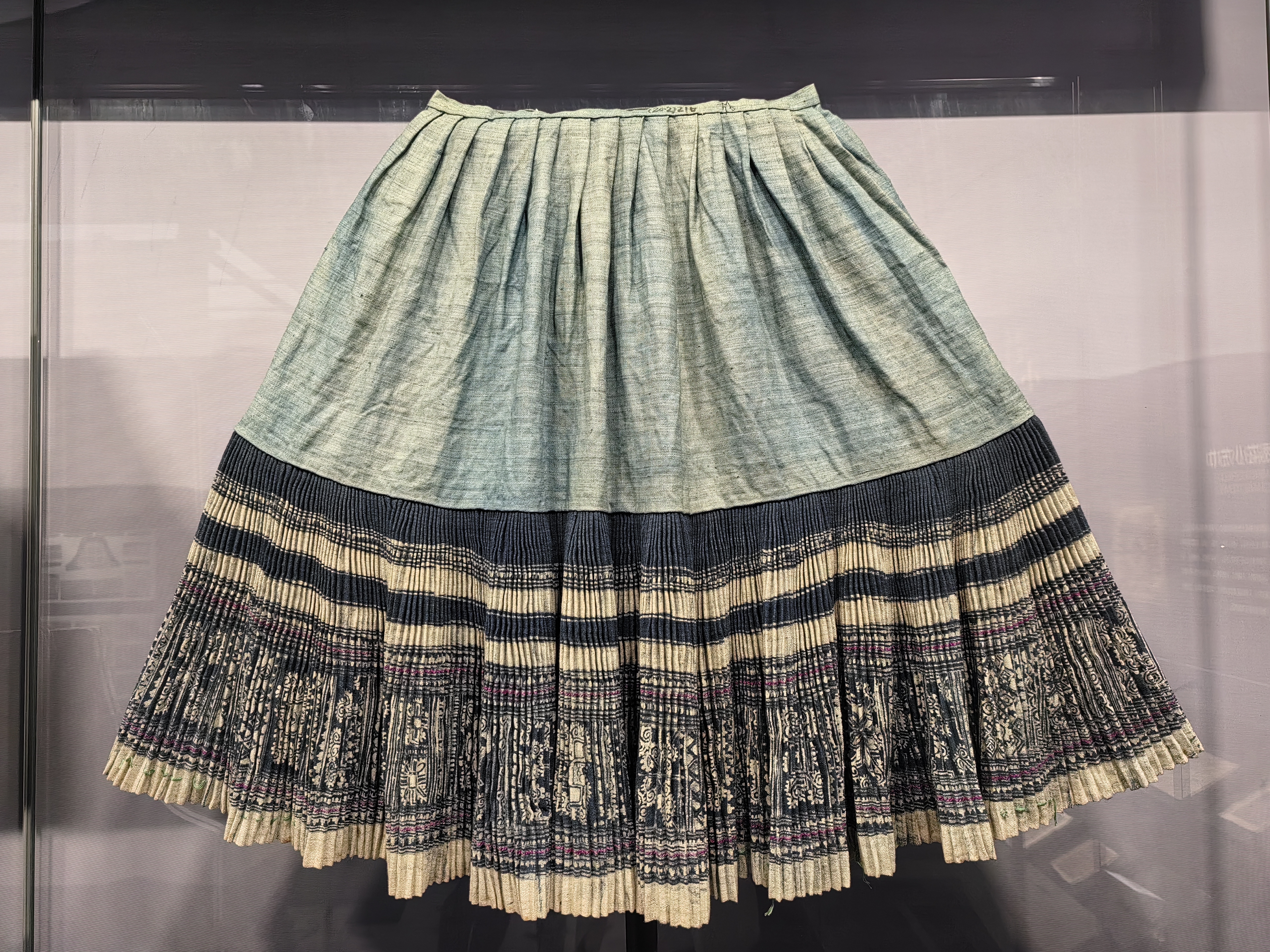
四川大学博物馆藏苗族蠟染百褶裙

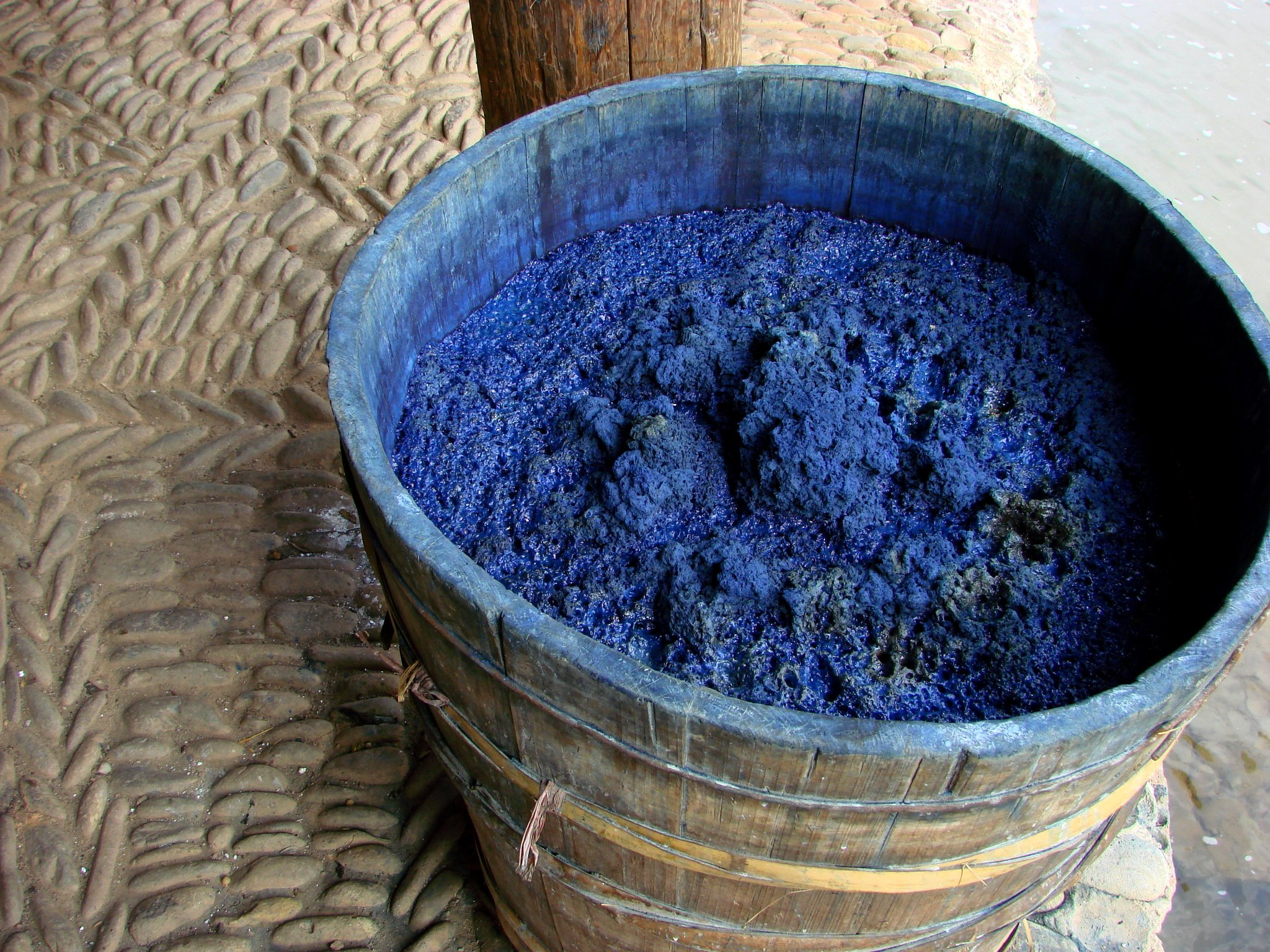
贵州肇兴侗寨正在发酵待使用的蓝靛

蜡染，古称蠟纈，是一种古老的手工防染工艺。蠟染的傳統在全球許多國家都有發現，包含印尼、馬來西亞、新加坡、印度、斯里蘭卡、菲律賓、以及奈及利亞；不過印尼的蠟染是最為世人所熟知的。印尼爪哇島的蠟染製法有歷經很長時期的文化適應，受到多種文化影響的結果而擁有豐富多元的樣式，也是目前世界上樣式、技術、以及工匠技巧發展最完整的地區 。2009年10月，聯合國教科文組織將印尼蠟染納入人類重要口傳與無形文化資產。
蠟纈与绞缬（现代称扎染）、夹缬（现代称夹染）并列为中国傳統染缬工艺的三种基本类型。

## 貴州蠟染
蜡染工艺在中国西南地区少数民族地区尤其是贵州省少数民族地区广为流行。苗族蜡染技艺是国家级非物质文化遗产。
贵州蜡染一般都是蓝白两色。所用的染料是由一种蓼科植物蓝草经发酵而成的蓝靛。

## 染製
蜡染通常是在民间自织的白色土布上，用一种自制的铜刀点上蜡花，然后画出各种图案花纹，再将画好的蜡片放在染缸里染色，再经脱蜡、漂洗而成。蜡冷却后，蜡白布的表面会产生天然的裂纹，色料渗入裂缝，出现许多无规则的色纹，称为冰纹或龟纹。